# Scott Carson
Scott Paul Carson (Whitehaven, 3 september 1985) is een Engels profvoetballer die speelt als doelman. Hij verruilde Derby County in augustus 2019 op huurbasis voor Manchester City. Voordien speelde hij onder andere voor Liverpool, Charlton Athletic en West Bromwich Albion.

## Clubcarrieré

### Jeugd
Carson werd geboren in Whitehaven, Cumbria, en groeide op in Cleator Moor. Hoewel hij als jonge man een veelbelovende rugby league-speler was, koos hij er in plaats daarvan voor om zich te concentreren op voetbal, waarbij hij vanaf "ongeveer 11 of 12 jaar" als doelman voor zijn schoolteam speelde. Hij klom snel op via de jeugdteams bij het lokale team Cleator Moor Celtic om op 15-jarige leeftijd voor het mannenteam te spelen. Hij sloot zich in juli 2002 aan bij de voetbalacademie van Leeds United.

### Leeds United
Nadat hij indruk had gemaakt op voormalig Leeds-verdediger Peter Hampton toen hij voor non-league Workington speelde in de FA Youth Cup. Hij bracht minder dan een jaar door op de academie en een half seizoen bij de reserves voordat hij in januari 2004 zijn debuut maakte in het eerste elftal, als invaller nadat Paul Robinson tegen Middlesbrough van het veld was gestuurd. Twee weken later maakte hij zijn basisdebuut, beginnend tegen Manchester United in een 1-1 gelijkspel op Old Trafford,en maakte nog een optreden in het seizoen 2003-2004 tegen Chelsea in mei 2004. Robinson verliet Leeds in mei 2004 en Leeds contracteerde twee maanden later de Schotse international Neil Sullivan om met Carson te strijden om een plaats in het eerste elftal, en om Carson te helpen zich te ontwikkelen en te verbeteren. Carsons contract zou aflopen aan het einde van het seizoen 2004-2005, maar Leeds wilde hem graag behouden en bood hem in december 2004 een nieuw langetermijncontract aan. Hij koos er echter voor om zich in januari 2005 bij Liverpool aan te sluiten, dat Leeds een transfersom van £ 750.000 voor hem betaalde.

### Liverpool
Carson sloot zich aan bij Liverpool op een contract van vierenhalf jaar en zou de concurrentie aangaan met Jerzy Dudek voor een plaats in het eerste elftal. Hij maakte zijn debuut in het eerste elftal voor Liverpool in maart 2005, toen hij verloor van Newcastle United, en speelde in april drie keer achter elkaar, waaronder de thuiswedstrijd van de kwartfinale van de UEFA Champions League tegen Juventus. Hij was een ongebruikte invaller toen Liverpool zegevierde in de finale van de UEFA Champions League in 2005 en de UEFA Super Cup in 2005.

### Verhuur aan Sheffield Wednesday
Carson speelde slechts vier wedstrijden in het seizoen 2005-2006, allemaal in bekercompetities, en in maart 2006 mocht hij op huurbasis naar Sheffield Wednesday FC. Wednesday deed een beroep op zijn diensten om hun keeperscrisis op te lossen, terwijl Carson meer ervaring wilde opdoen in het eerste elftal en wilde strijden om een plek in de Engelse selectie voor het WK 2006. Hij hield vijf keer de nul in negen wedstrijden voor Wednesday, wiens assistent-manager Kevin Summerfield zijn bijdrage prees als een belangrijke factor in het helpen van de club om degradatie te ontlopen. Hij keerde aan het einde van het seizoen terug naar Liverpool en verlengde in juli 2006 zijn contract met Liverpool tot 2011.

#### Verhuur aan Charlton Athletic
In augustus 2006 ging Carson op huurbasis naar Charlton Athletic voor het seizoen 2006-2007,nadat Charlton had gefaald in een bod op Norwich City-doelman Robert Green. Carson legde uit dat "Liverpool wil dat ik wat ervaring opdoe en dan hopelijk volgend seizoen terug kan gaan en Pepe (Reina) kan uitdagen voor de eerste plek. Er waren een paar Championship-clubs geïnteresseerd, maar ik moet Premiership-voetbal spelen, want Robert Green, Ben Foster en Chris Kirkland gaan week in, week uit spelen, dus ik moet presteren." Hij speelde in 36 van de 38 Premier League-wedstrijden en miste alleen de twee wedstrijden tegen Liverpool vanwege de voorwaarden van zijn huurovereenkomst. Hoewel hij niet kon voorkomen dat Charlton eind 2006-2007 degradeerde, leidde zijn uitstekende vorm ertoe dat hij werd uitgeroepen tot Charlton Athletic Player of the Year, de eerste uitgeleende speler ooit die deze prijs ontving.

#### Rest van carrieré
Aston Villa (2007–2008): Na zijn terugkeer naar Liverpool in 2007 werd Carson uitgeleend aan Aston Villa voor £2 miljoen. Hij speelde in bijna elke wedstrijd, hield 11 keer de nul en kreeg een rode kaart in een wedstrijd tegen Manchester United. West Bromwich Albion (2008–2011): Carson verhuisde in 2008 voor £3,25 miljoen naar West Brom, waar hij aanvoerder werd en speelde in hun promotie naar de Premier League. Zijn vorm nam echter af in 2011, waardoor hij tijdelijk op de bank belandde. Bursaspor (2011–2013): Hij ging naar de Turkse club Bursaspor voor £2 miljoen, waar hij een solide eerste seizoen had en het team hielp kwalificeren voor de UEFA Europa League van 2013–14. Wigan Athletic (2013–2015): Carson stapte over naar Wigan voor £700.000, maar vertrok nadat de club was gedegradeerd. Derby County (2015–2019): Hij tekende bij Derby, waar hij een succesvolle periode had en in 2017 werd uitgeroepen tot Speler van het Jaar. Manchester City (2019–heden): Carson verhuisde in 2019 op uitleenbasis naar Manchester City en verlengde zijn uitleenbeurt voor het seizoen 2020–21. In 2021 maakte hij zijn eerste Premier League-wedstrijd sinds jaren. Later dat jaar tekende hij een permanent contract bij City en verlengde hij zijn contract meerdere keren. Hij maakte deel uit van het team dat in 2023 de UEFA Champions League won, en verlengde zijn contract in 2023 en 2024.

## Europees clubsucces
Met Liverpool won Carson op 25 mei 2005 de UEFA Champions League. Tijdens de UEFA Champions League van dat seizoen speelde Carson op 5 april 2005 een volledige wedstrijd (heenwedstrijd kwartfinale) tegen Juventus, dat met 2–1 werd gewonnen. Op 26 augustus 2005 won Carson tevens de UEFA Super Cup, waarop die dag met 3–1 werd gewonnen van UEFA Cup-winnaar CSKA Moskou. Hij kwam die wedstrijd als wisselspeler niet in actie.

## Clubstatistieken
| Club                           | seizoen        | competitie     | competitie | competitie | Nationale beker | Nationale beker | League Cup | League Cup | overig | overig | totaal | totaal |
| Club                           | seizoen        | divisie        | wed.       | dlp.       | wed.            | dlp.            | Wed.       | Dlp.       | wed.   | dlp.   | wed.   | dlp.   |
| ------------------------------ | -------------- | -------------- | ---------- | ---------- | --------------- | --------------- | ---------- | ---------- | ------ | ------ | ------ | ------ |
| Leeds United                   | 2003–04        | Premier League | 3          | 0          | 0               | 0               | 0          | 0          | —      | —      | 3      | 0      |
| Leeds United                   | 2004–05        | Championship   | 0          | 0          | 0               | 0               | 0          | 0          | —      | —      | 0      | 0      |
| Leeds United                   | totaal         | totaal         | 3          | 0          | 0               | 0               | 0          | 0          | —      | —      | 3      | 0      |
| Liverpool                      | 2004–05        | Premier League | 4          | 0          | —               | —               | 0          | 0          | 1      | 0      | 5      | 0      |
| Liverpool                      | 2005–06        | Premier League | 0          | 0          | 1               | 0               | 1          | 0          | 2      | 0      | 4      | 0      |
| Liverpool                      | 2006–07        | Premier League | —          | —          | —               | —               | —          | —          | 0      | 0      | 0      | 0      |
| Liverpool                      | totaal         | totaal         | 4          | 0          | 1               | 0               | 1          | 0          | 3      | 0      | 9      | 0      |
| Sheffield Wednesday (verhuurd) | 2005–06        | Championship   | 9          | 0          | —               | —               | —          | —          | —      | —      | 9      | 0      |
| Charlton Athletic (verhuurd)   | 2006–07        | Premier League | 36         | 0          | 0               | 0               | 2          | 0          | —      | —      | 38     | 0      |
| Aston Villa (verhuurd)         | 2007–08        | Premier League | 35         | 0          | 1               | 0               | 0          | 0          | —      | —      | 36     | 0      |
| West Bromwich Albion           | 2008–09        | Premier League | 35         | 0          | 4               | 0               | 0          | 0          | —      | —      | 39     | 0      |
| West Bromwich Albion           | 2009–10        | Championship   | 43         | 0          | 4               | 0               | 0          | 0          | —      | —      | 47     | 0      |
| West Bromwich Albion           | 2010–11        | Premier League | 32         | 0          | 0               | 0               | 0          | 0          | —      | —      | 32     | 0      |
| West Bromwich Albion           | totaal         | totaal         | 110        | 0          | 8               | 0               | 0          | 0          | —      | —      | 118    | 0      |
| Bursaspor                      | 2011–12        | Süper Lig      | 34         | 0          | 3               | 0               | —          | —          | 4      | 0      | 41     | 0      |
| Bursaspor                      | 2012–13        | Süper Lig      | 29         | 0          | 3               | 0               | —          | —          | 4      | 0      | 36     | 0      |
| Bursaspor                      | totaal         | totaal         | 63         | 0          | 6               | 0               | —          | —          | 8      | 0      | 77     | 0      |
| Wigan Athletic                 | 2013–14        | Championship   | 16         | 0          | 2               | 0               | 0          | 0          | 7      | 0      | 25     | 0      |
| Wigan Athletic                 | 2014–15        | Championship   | 34         | 0          | 0               | 0               | 0          | 0          | —      | —      | 34     | 0      |
| Wigan Athletic                 | totaal         | totaal         | 50         | 0          | 2               | 0               | 0          | 0          | 7      | 0      | 59     | 0      |
| Derby County                   | 2015–16        | Championship   | 36         | 0          | 1               | 0               | 0          | 0          | 2      | 0      | 39     | 0      |
| Derby County                   | 2016–17        | Championship   | 46         | 0          | 2               | 0               | 2          | 0          | —      | —      | 50     | 0      |
| Derby County                   | 2017–18        | Championship   | 46         | 0          | 1               | 0               | 0          | 0          | 2      | 0      | 49     | 0      |
| Derby County                   | 2018–19        | Championship   | 30         | 0          | 0               | 0               | 3          | 0          | 0      | 0      | 33     | 0      |
| Derby County                   | 2019–20        | Championship   | 0          | 0          | —               | —               | —          | —          | —      | —      | 0      | 0      |
| Derby County                   | totaal         | totaal         | 158        | 0          | 4               | 0               | 5          | 0          | 4      | 0      | 171    | 0      |
| Manchester City (Gehuurd)      | 2019–20        | Premier League | 0          | 0          | 0               | 0               | 0          | 0          | 0      | 0      | 0      | 0      |
| Manchester City (Gehuurd)      | 2020–21        | Premier League | 1          | 0          | 0               | 0               | 0          | 0          | 0      | 0      | 1      | 0      |
| Manchester City                | 2021–22        | Premier League | 0          | 0          | 0               | 0               | 0          | 0          | 1      | 0      | 1      | 0      |
| Manchester City                | 2022–23        | Premier League | 0          | 0          | 0               | 0               | 0          | 0          | 0      | 0      | 0      | 0      |
| Manchester City                | 2023–24        | Premier League | 0          | 0          | 0               | 0               | 0          | 0          | 0      | 0      | 0      | 0      |
| Manchester City                | 2024–25        | Premier League | 0          | 0          | 0               | 0               | 0          | 0          | 0      | 0      | 0      | 0      |
| Manchester City                | totaal         | totaal         | 1          | 0          | 0               | 0               | 0          | 0          | 1      | 0      | 2      | 0      |
| Carrierétotaal                 | Carrierétotaal | Carrierétotaal | 469        | 0          | 22              | 0               | 8          | 0          | 23     | 0      | 522    | 0      |

## Interlands
Carson speelde tussen 2007 en 2011 vier interlands voor het Engels nationaal elftal. Hij maakte deel uit van de selectie voor het WK 2006, waar hij fungeerde als derde doelman achter Paul Robinson en David James. Zowel Carson als James kwamen dat toernooi niet in actie.

## Erelijst
Liverpool
- UEFA Champions League: 2004/05
- UEFA Super Cup: 2005

 Manchester City
- Premier League: 2020/21, 2021/22, 2022/23, 2023/24
- EFL Cup: 2020, 2021
- Community Shield: 2024
- UEFA Champions League: 2022/23
- UEFA Super Cup: 2023
- FIFA Club World Cup: 2023

Individueel
- Charlton Athletic Player of the Year: 2006/07
- EFL Championship Player of the Month: december 2017